# شيفيلد يونايتد
نادي شيفيلد يونايتد لكرة القدم (بالإنكليزية: Sheffield United Football Club) هو نادي كرة قدم إنجليزي محترف يقع في مدينة شيفيلد بجنوب يوركشير. يلعب الفريق حالياً في دوري البطولة الإنجليزية، وقد استطاع التأهل ليشارك في منافسات الدوري الإنجليزي الممتاز في موسم 2019–20 ثم هبط من جديد بعد ذلك. تم تشكيل نادي كرة القدم في عام 1889 باعتباره فرعًا لنادي شيفيلد يونايتد للكريكيت، يلقب الفريق بـ «النِصال» (بالإنجليزية: The Blades)‏و ذلك لاشتهار مدينة شيفيلد عالمياً بصناعة الحديد والصلب. يلعب الفريق مبارياته التي يستضيفها على ملعب برامول لين، والذي تم بناءه مع تأسيس النادي، وتبلغ سعته الإجمالية ما يقارب 32,702 متفرج.
فاز شيفيلد يونايتد بدوري الدرجة الأولى والذي يعرف حاليًا باسم الدوري الإنجليزي الممتاز في موسم 1897–98. كذلك فاز بلقب كأس الاتحاد الإنجليزي أربعة مرات في أعوام 1899 و 1902 و 1915 و 1925. بينما تعرضوا لهزيمة في نهائي كأس الاتحاد الإنجليزي في عامي 1901 و 1936. وقد استطاع الفريق الوصل إلى الدور نصف النهائي في أعوام 1961 و 1993 و 1998 و 2003 و 2014. بينما وصلوا إلى الدور نصف النهائي منكأس رابطة الأندية الإنجليزية المحترفة في عامي 2003 و 2015.
خلال معظم تاريخ النادي، لعب الفريق بالقمصان مخططة باللونين الأحمر والأبيض مع الشورت الأسود. أقرب وأشرس منافسيهم هم نادي شيفيلد وينزداي، في ديربي يعرف بعدة أسماء، ديربي ستيل سيتي (بالإنجليزية: Steel City derby)‏ أو ديربي شيفيلد (بالإنجليزية: derby Sheffield)‏.

## تاريخ النادي

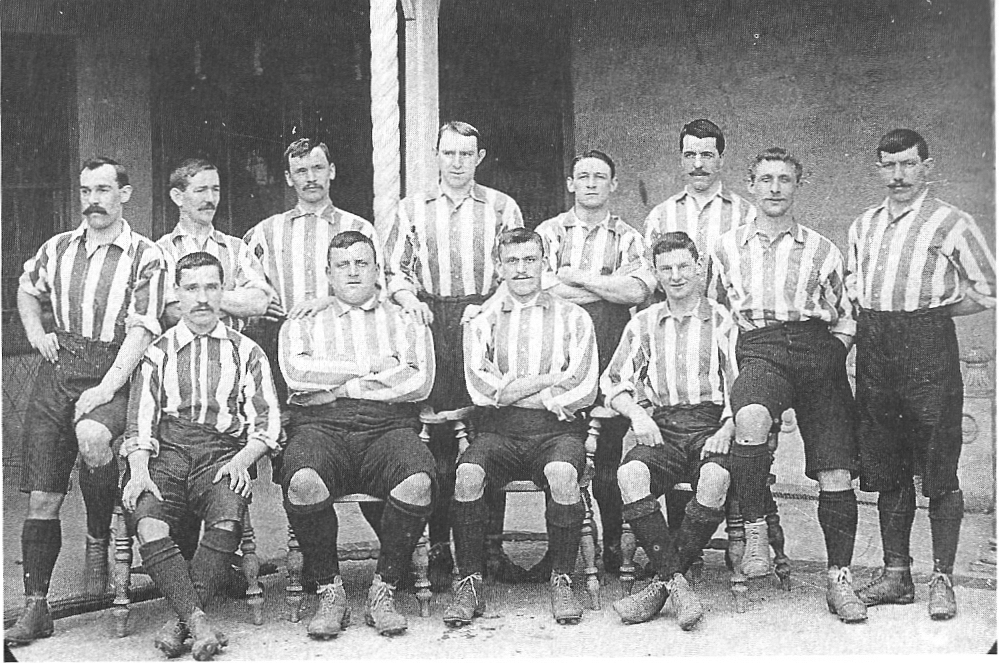
فريق شيفيلد يونايتد في عام 1901

تأسس نادي شيفيلد يونايتد لكرة القدم في 22 مارس 1889، في فندق أديلفي بمدينة شيفيلد (يوجد مكانه الآن مسرح كرسبل) على يد جون تشارلز كليق، رئيس نادي الكريكيت الذي كان يتخذ من البرامول لين ملعباً له. و قد جاءت هذة الخطوة لإيجاد دخل بديل لمستأجري البرامول لين بعد أن قرر نادي شيفيلد وينزداي الانتقال إلى ملعبة الخاص و ترك ملعب البرامول لين. كما تجدر الإشارة إلى أن شيفيلد يونايتد هو أول نادي في التاريخ يطلق عليه مسمى يونايتد.
و بلا شك، فأن أفضل فترات النادي كانت الثلاثون عاماً بين 1895 و 1925، عندما كان الفريق بطل إنجلترا عام 1897/98، و وصيف البطل عام 1896/97 و1899/1900، و بطل كأس الاتحاد أعوام 1899، 1902، 1915 و 1925. و وصيف نفس البطولة عامي 1901 و 1936. و لكنه لم يحقق أي إنجاز بعد إنجاز عام 1925 بخلاف نجاحاته في الصعود من درجة لأخرى أعلى منها. يضاف إلى ذلك وصول الفريق إلى نصف نهائي كأس الدوري عام 2002/03 و خسارته من ليفربول بمجموع المبارتين 2-3.
تعد الفترة بين 1897 و 1902 أكثر الفترات نجاحاً بالنسبة لشيفيلد يونايتد، حيث حقق النادي بطولة الدوري عام 1898 و بطولة كأس الاتحاد في 1899 و1902. ثم تلى هذه الإنجازات تحقيق النادي لبطولة الاتحاد مرة ثالثة في عام 1915 و رابعة في عام 1925. كما وصل النادي مباراة النهائي في بطولة كأس الاتحاد عام 1901 و عام 1936، و وصل دور نصف النهائي في ذات البطولة عام 1961، 1993، 1998، و 2003. في حين أن أفضل مستويات النادي في بطولة كأس الدوري كانت في عام 2003 عندما وصل النادي نصف النهائي.
و قد شهدت الآونة الأخيرة أخر صعود لشيفيلد يونايتد للدوري الممتاز، حيث كان ذلك في عام 2006، لكن هذا لم يدم أكثر من موسم واحد و على الرغم من وصول النادي لمرحلة خروج المغلوب في دوري الدرجة الأولى عام 2009، إلا أن النادي تقهقر أكثر فيما بعد حتى هُبط النادي إلى دوري الدرجة الثانية لأول مرة من 23 سنة. تلى تلك الفترة فترة من تذبذب بالنتائج حيث هبط الفريق ليشارك في دوري البطولة الإنجليزية في موسم 2006–07 . ثم هبط ليشارك في الدوري الإنجليزي الدرجة الأولى في موسم 2011–12، قبل إن يفوز بالمركز الأول في موسم 2017–18، ويتأهل ليلعب في دوري البطولة الإنجليزية في موسم 2018–19 ويحصل ثانياً في الترتيب مما أهله للاعب في الدوري الإنجليزي الممتاز 2019–20.

## الملعب
يلعب شيفيلد يونايتد في ملعب برامول لين الذي يقع فرب مركز مدينة شيفيلد.

## البطولات
- دوري الدرجة الأولى/الدوري الإنجليزي الممتاز
  - البطل (1): 1897–98
  - الوصيف (2): 1896–97، 1899–00
- دوري الشمال لكرة القدم
  - البطل (1):1945–46
- كأس إنجلترا
  - البطل (4): 1899، 1902، 1915، 1925
  - الوصيف (2): 1901, 1936
- الدوري المستوى الأول/دوري البطولة الإنجليزية
  - البطل (1): 1952–53
  - الوصيف (6): 1892–93، 1938–39، 1960–61، 1970–71، 1989–90، 2005–06
- الدوري المستوى الثالث/الدوري الإنجليزي الدرجة الأولى
  - البطل (1): 2016–17
  - الوصيف (1): 1988–89
- دوري المستوى الثاني/الدوري الإنجليزي الدرجة الرابعة
- البطل (1): 1981–82

## وصلات خارجية
- الموقع الرسمي